# Le Russionnaire
Le Russionnaire, petite encyclopédie de toutes les Russies, est un dictionnaire encyclopédique élaboré par Henri Dorion et Arkadi Tcherkassov et publié en 2001 par les éditions québécoises MultiMondes.
Il présente au travers de 3 500 termes et expressions, dont il donne l'équivalent en langue russe, de nombreux aspects culturels, géographiques et historiques de la Russie, des pays de l'ancien Empire russe et de ceux de l'ancienne Union des républiques socialistes soviétiques. 
Le dictionnaire alphabétique est précédé d'une préface de Jacques Lévesque et, en russe et en français, de Iouri Afanassiev, par une intoduction et une note liminaire des auteurs et par un index russe-français. Il est complété en fin d'ouvrage par des cartes localisant les lieux mentionnés dans les définitions.
Le Russionnaire est recensé par des revues thématiques, et référencé par des ouvrages d'économie politique, d'histoire, et de géographie.

## Index géographique
- Arménie
- Asie centrale
- Azerbaïdjan
- Biélorussie
- Caucase
- Caucase du Nord
- Daghestan
- Estonie
- Géorgie
- Kazakhstan
- Kirghizie
- Lettonie
- Lituanie
- Moldavie
- Ouzbékistan
- Régions nordiques
- Républiques baltes
- Sibérie
- Tadjikistan
- Tatarstan
- Tchétchénie
- Tchouvachie
- Turkménistan
- Ukraine
- Yakoutie

## Index thématique
- Administration
- Agriculture
- Architecture
- Armée
- Artisanat
- Arts
- Aviation
- Boissons
- Calendrier
- Censure
- Classes sociales
- Commerce
- Cosaques
- Criminalité
- Cuisine
- Danse
- Droit
- Économie
- Édition
- Éducation
- Emblèmes
- Famille
- Faune
- Fêtes
- Flore
- Fonction
- Géographie
- Goulag
- Gouvernement
- Habitat
- Histoire
- Idéologie
- Industrie
- Islam
- Jeux
- Langues
- Littérature
- Marine
- Mesures
- Monnaie
- Musique
- Mythologie
- Ouvrages
- Parti communiste
- Partis
- Peuples
- Police
- Presse
- Propagande
- Relations internationales
- Religion
- Révolution
- Science
- Sport
- Transport
- Us et coutumes
- Vêtement
- Vins

## Éditions
- Henri Dorion et Arkadi Tcherkassov (préf. Jacques Lévesque et Iouri Afanassiev), Le Russionnaire, Québec, MultiMondes, 2001, 403 p. (ISBN 2-89544-010-7)